# Club Smith
Club Smith is een band uit York en Leeds in het Verenigd Koninkrijk. De band, bestaande uit Lee Clark, Vijay Mistry, Neil Clark en Sam Robson werd opgericht in 2009, heeft een Britse Indie Rock-stijl met invloeden van onder andere Editors, White Lies en Bloc Party. Hun debuutalbum Appetite for Chivalry verscheen in november 2012.
Ze hebben eerder al als support act opgetreden bij concerten van Two Door Cinema Club in 2010, The Pigeon Detectives in 2011 en Kaiser Chiefs in 2012. Tevens stonden ze in 2010 op het de Reading en Leeds Festivals.
In januari 2013 werd bekend dat Vijay Mistry de band verlaat om te gaan drummen bij Kaiser Chiefs. Hoe het gat wordt opgevangen is nog onbekend. 